# Lichtingerstraße 24 (München)

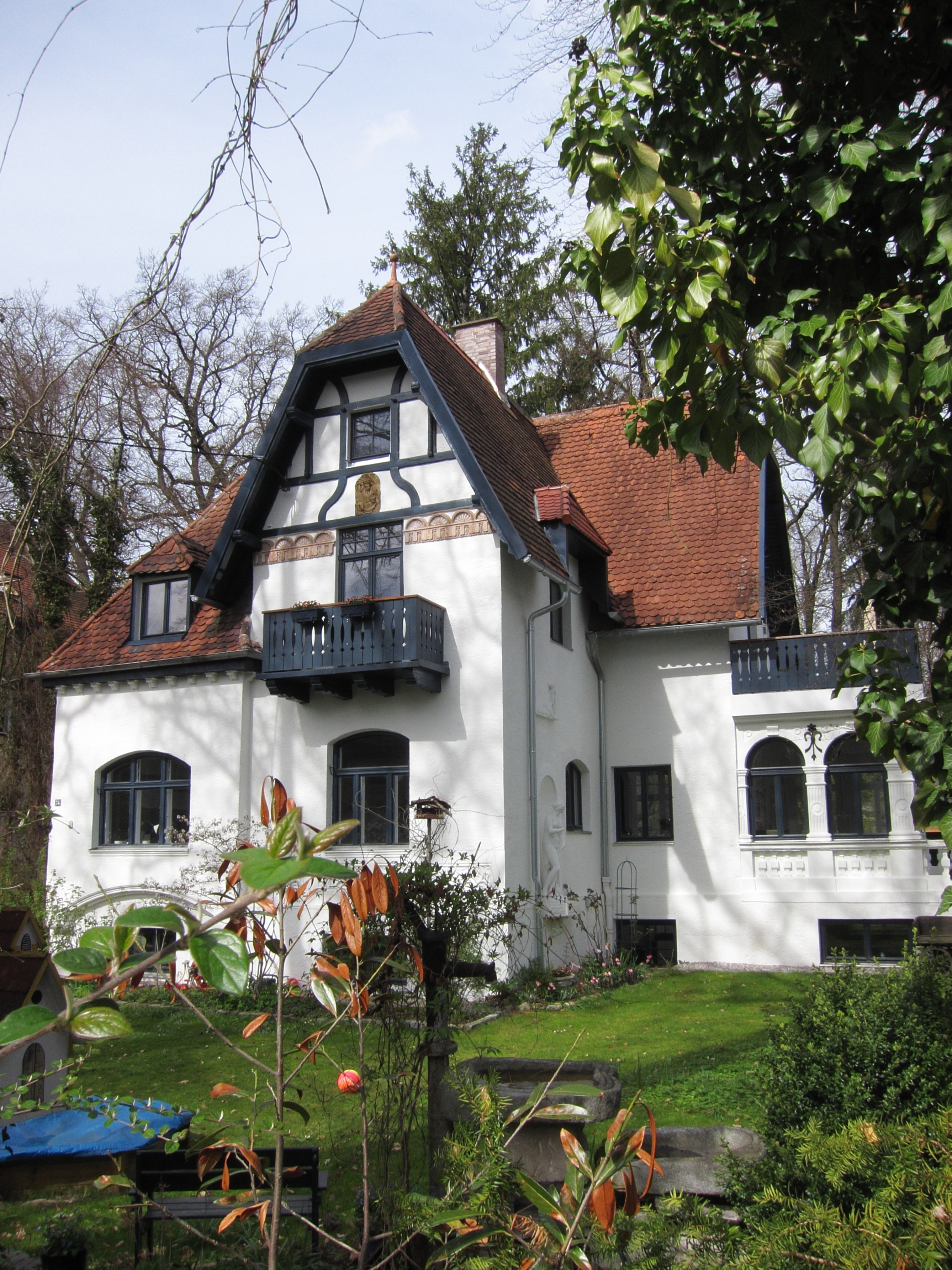
Haus Lichtingerstraße 24 im Stadtteil Pasing von München

Das Gebäude Lichtingerstraße 24 im Stadtteil Pasing der bayerischen Landeshauptstadt München wurde 1902 errichtet. Die Villa, die nach Plänen des Architekten Jakob Mack erbaut wurde, ist ein geschütztes Baudenkmal.
Der historisierende Gruppenbau mit Fachwerkgiebel, der zur Waldkolonie Pasing gehört, erhielt 1927 einen Anbau.